# Nagyhomok
Nagyhomok Tiszakarád része, „egyéb település(rész)”-ként nyilvántartott terület a KSH adatai szerint. Borsod-Abaúj-Zemplén vármegyében, a Bodrogközi kistérségben található, Sárospataktól délkeletre. A települést átszeli a Sárospatak–Zemplénagárd útvonal.

## Története
1828-ban Nagyhomok nevű lakott pusztáról még nem tesz említést a Notitiae politico-geographico  statisticae inclytiregni hungariae partiumque eidem adnexarum című könyv (szerző: Nagy Lajos, 1828).
„Nagy homok A'határi dűlő ez a' népmonda szerént a' Nagy cigándi határhoz tartozott, hanem a lakosok állítása szerént még Nagy Leopold Császár idejében egy dragonyos katona arra utazván Czigándtól Karádfele, és ezen dűlőben egy eren levő híd a' dragonyos alatt letört és a' lovának a' lába összetört, miért a gondatlan helységnek kellett fizetni 38 máriást a' Nagy cigándiak eltagadták, hogy a híd nem az ő határjokban van hanem a Karádiba. Karád megfizette a' 38 máriást a lóért és a határt kiterjesztették a nevezett érig mellyen a' híd volt.” – A Sárospatak és Sátoraljaúlyhely környéke Pesty Frigyes helynévtárában című könyvből (szerkesztette: Kováts Dániel, 1998)
1773–1808 között Almásy Károly gróf és családja birtokolja a terület nagyobbik részét. Megépítik az egyetlen nagy közösségi épületet, az úgynevezett nemesi kúriát, mely az iskolát és a hozzá tartozó lakórészt, templomot is magába foglalta.
A magyar nyelvet és népnevelést Zemplén vármegyében terjesztő egyesület 1883. évi alapszabályzatában elrendelik a népoktatást közvetítő intézetek vagy iskolák, óvodák és a törvény által jelölt helyeken a felsőbb népiskolát. A szegény szorgalmas iskolás gyerekeket ellátják tankönyvekkel, íróeszközökkel és téli ruhával. Az ismétlő iskola számára könyvtárat állít, ahonnan a növendékek hazavihetik a könyveket. (Zemplén megye Levéltára, Egyesületi alapszabályok 53. sz.)
1940-ben Karád nagyközség része a sárospataki járásban Nagyhomok- és Kishomoktanya.

## Nevezetessége
- A nemesi kúria.